# Cantinera
Cantinera es el nombre que recibió la «mujer que tenía por oficio servir bebidas a la tropa, incluso en las acciones de guerra». Este término proviene de la voz «cantina», que en jerga militar implicaba «desde una pequeña tienda de comestibles [hasta brindar al soldado convaleciente] una alimentación especial o prestar ayuda en los más diversos problemas que el soldado enfrentaba».

## Chile
En Chile se dio el término «cantinera» a aquella mujer que acompañó al Ejército de Chile en campaña durante el siglo XIX en calidad de enfermera «autorizada oficialmente por el gobierno chileno para marchar junto a un regimiento», llevando a cabo labores domésticas, humanitarias y sanitarias.

### Historia

#### En la Guerra contra la Confederación Perú-Boliviana

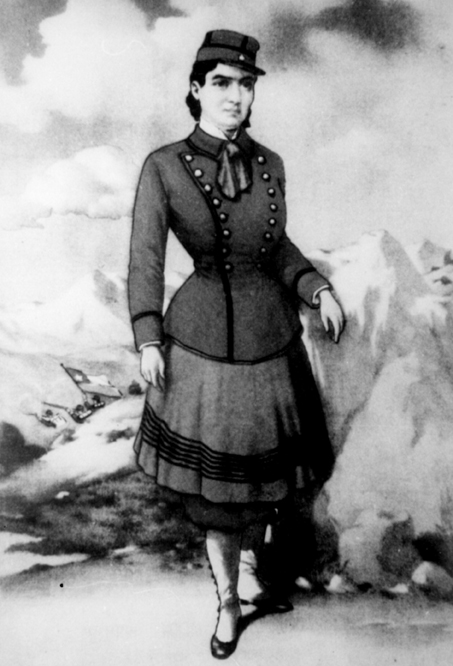
Candelaria Pérez.

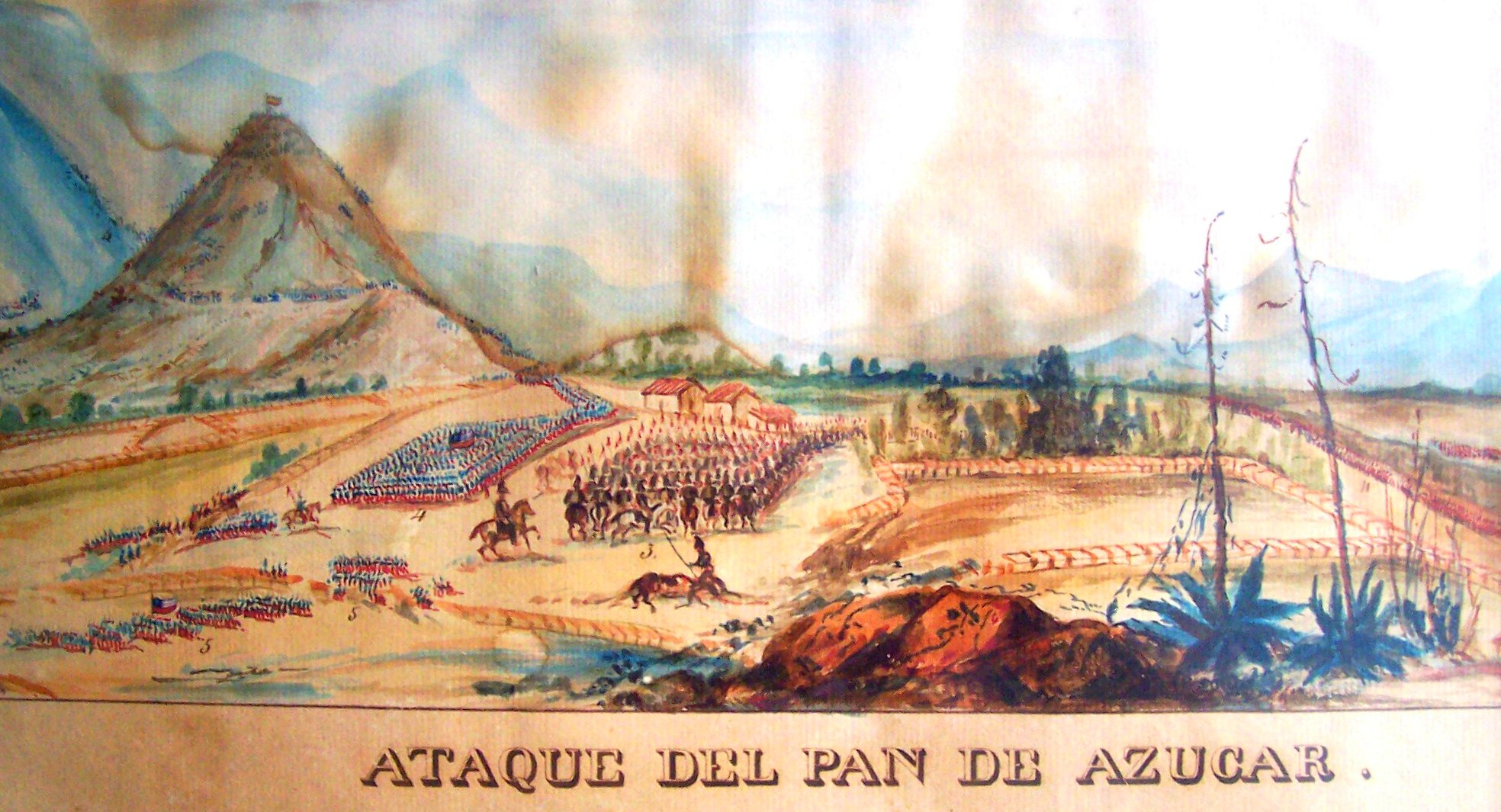
Acuarela de Charles C. Wood Taylor describiendo el ataque de las tropas chilenas al cerro Pan de Azúcar en la batalla de Yungay.

El origen de la cantinera en Chile se remonta a la segunda mitad de la década de 1830. En la guerra que enfrentó a Chile con la Confederación Perú-Boliviana (1836-1839), destacó Candelaria Pérez, quien se enroló en el Batallón Carampangue y llegó incluso a obtener el grado militar de sargento por su «espíritu y valentía» en el asalto al cerro Pan de Azúcar durante la batalla de Yungay (20 de enero de 1839):

El episodio más notable de la batalla fue el asalto de una formidable posición enemiga, situada en la cumbre de un cerro que por su forma se llama Pan de Azúcar [...] En el asalto de Pan de Azúcar se distinguió entre los soldados más valientes una mujer llamada Candelaria Pérez, que hizo toda la campaña del Perú peleando atrevidamente en las batallas, soportando con alegría las privaciones i sirviendo con abnegación a los heridos i los enfermos. En recompensa de sus servicios i su valor, el Jeneral Búlnes le dio el grado de Sarjento i desde entonces fué conocida en Chile con el nombre de la Sarjento Candelaria.

Iniciada por la sargento Candelaria Pérez, la institución de las cantineras continuó en la Guerra del Pacífico.

#### En la Guerra del Pacífico

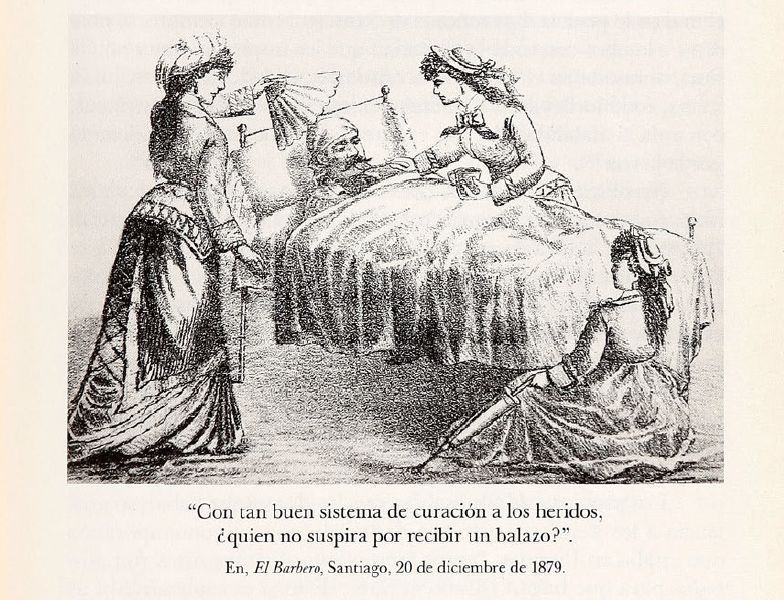
Caricatura aparecida en El Barbero: «Con tan buen sistema de curación a los heridos, ¿quien no suspira por recibir un balazo?» (Santiago,)

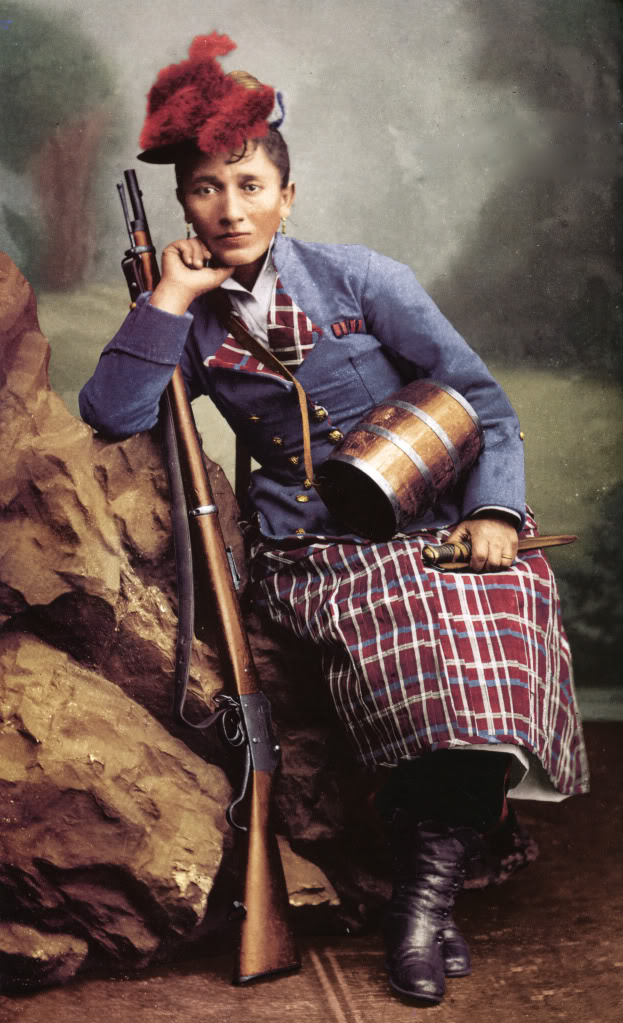
Irene Morales con uniforme de cantinera y fusil Martini-Henry, retratada por Eugenio Courret (1881)

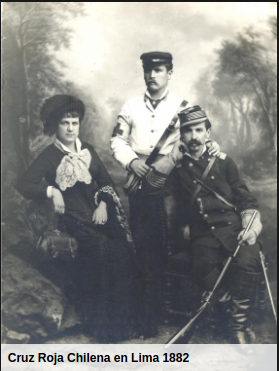
Cruz Roja chilena (Lima, 1882)

Durante la Guerra del Pacífico (1879-1884), hubo cientos de voluntarias dispuestas a ir al frente solas o junto con sus esposos, hijos o amantes.

Señor Comandante de Armas:
Al ver a mis compatriotas arrimados de un verdadero entusiasmo marcial, hoy que nuestra querida patria nos llama hacia sus filas para combatir a un enemigo extranjero, yo, como ciudadana chilena, no puedo menos que ofrecer mis débiles esfuerzos a favor de nuestra causa, impulsada por el mismo patriotismo. Así, deseo ingresar a las filas de la Guardia Nacional en la clase de cantinera. La pólvora y las balas no me asustan y bien podré cuidar a los heridos en medio del estruendo del combate. No quiero quedar desairada en mi justa petición, porque lo mismo puede servir a la patria una mujer que un hombre cuando no falta corazón y se tiene un sacrosanto amor a la patria.
Carta de Josefina Carvallo a El Mercurio de Valparaíso, 18 de marzo de 1879.

En un principio, el gobierno de Chile decretó la prohibición de que las mujeres acompañaran al ejército en campaña. El ministro de Guerra y Marina, el general de división Basilio Urrutia, escribió:

El buen servicio público exige que al emprender su marcha los contingentes de tropas de las provincias o departamentos de la República, con destino al ejército expedicionario del norte, no sean acompañados por mujeres, porque además, del mayor gasto que originan, entorpecen el movimiento de la tropa y la rápida ejecución de las órdenes superiores.
Basilio Urrutia, 14 de junio de 1879.

Aunque lo anterior fue refrendado mediante un comunicado en el Diario Oficial, también allí se estableció un permiso excepcional para su ingreso:

No conviene, en punto de vista general, la presencia de las mujeres en los ejércitos en campaña, por las perturbaciones que ocasionan entre los soldados y embarazo en las marchas del ejército [...] La presencia de las mujeres en nuestro ejército del norte, además de ser un embarazo, debe constituir una disminución efectiva de la alimentación y del agua de los soldados que, naturalmente, tendrán que compartir con ellas las raciones recibidas, a no ser que la comisaría consultara estas raciones, lo que aumentaría los gastos [...]
Solo para ayuda de los enfermeros y los preparadores del rancho, podrán permitirse en cada regimiento dos mujeres de moralidad reconocida, para que marchen con el ejército, y cuyas raciones de agua y alimento deberán ser consultadas por la comisaría respectiva.
Diario Oficial, 5 de agosto de 1879.

Debido a que no fueron registradas en las listas de los regimientos, se desconoce la cantidad exacta de chilenas que participaron en la Guerra del Pacífico; empero, fue en dicho conflicto cuando se produjo el mayor número de cantineras, también llamadas «camaradas».
El 1 de agosto de 1879 el capitán Rafael Poblete aceptó admitirlas puesto que auxiliaban «como vivanderas [...], prestando al mismo tiempo sus servicios en la enfermería [, decretándose] que cada regimiento podría ser acompañado de dos cantineras». Sin embargo, en la práctica, cada compañía tenía de una a cuatro mujeres que suplían lo que serían actualmente los distintos aspectos de la logística.
Las cantineras debían ser solteras, de «moralidad reconocida» y «probadas buenas costumbres», y oficiaban de cocinera, costurera, enfermera, fregona y lavandera de las tropas, ayudaban a los heridos y proveían de agua que llevaban en una cantina o cantimplora a los soldados durante el combate. La mayoría de ellas provenía de los estratos medio-bajo y bajo de los centros urbanos, como Santiago y Valparaíso, y recibían el mismo sueldo y vestían el mismo uniforme —aunque llevando faldas— que un soldado.
En junio de 1881, era ya tan importante el papel que desempeñaban en la guerra que en Valparaíso apareció el periódico La Cantinera, donde algunas mujeres escribieron sobre su labor en el frente:

Con el alma henchida de entusiasmo vengo a luchar las luchas de la prensa. He concluido mi misión en los campos de batalla, he acompañado a los valientes rotos en sus más duras tareas. Cuando cansados y sedientos elevaban los ojos al cielo en demanda de auxilio, ahí llegaba yo con mi cantimplora repleta a apagar su sed, a enjugar el sudor de su noble frente y a fortalecer su espíritu. Muchas veces en presencia de los enemigos, cargué también un rifle, y haciendo fuego sin cesar, más de un cuico, más de un cholo cayó muerto a mis pies. Siempre mi único anhelo fue ser consuelo y ser fortaleza. Con la extinción del último baluarte enemigo, concluyó mi misión.

El militar e historiador Nicanor Molinare señaló sobre la labor de las cantineras:

[...] llovían las balas y esas patriotas mujeres, sin temor ninguno, confortaban, curaban y ayudaban a bien morir a los que la mala suerte enviaba a pasar la última revista; y sin esperar galardón, ni premio alguno, cumplían estrictamente con su deber. ¡Ah!, esas camaradas como nadie cumplieron con su misión.

### Lista (no exhaustiva)
Entre otras, algunas de las cantineras que acompañaron al ejército de Chile durante la Guerra del Pacífico fueron:
| Nombre                                 | Enrolamiento                         | Notas |
| -------------------------------------- | ------------------------------------ | --- |
| Alcaíno Ibarra, Juana                  | Batallón Victoria                    | Se enroló junto con su hermano José; ambos pelearon en las batallas de Chorrillos y Miraflores. Murió en San Bernardo en 1930. |
| Cabello, Carmen                        | Regimiento 1.º de Línea "Buin"       | |
| Cádiz, María Flor                      |                                      | Nació en 1842 y murió en 1933. |
| Casados, Clara                         |                                      | |
| Debia, Mercedes                        |                                      | Se unió al ejército siguiendo a su esposo, Casimiro González. Se reclutó vestida de hombre en 1879 y peleó disfrazada hasta 1882. Se batió en Dolores, Pisagua, Los Ángeles, Tacna, Arica, Chorrillos y Miraflores. |
| Espinoza, Rosa Amelia                  | Batallón Bulnes                      | |
| González, Leonor                       |                                      | |
| González, Rosa                         |                                      | |
| Guajardo, María Griselda               | Batallón Chillán                     | |
| Herrera Poblete, Josefa del Carmen     | Regimiento 4.º de Línea              | Participó en la guerra desde la toma de Pisagua hasta la batalla de Miraflores y alcanzó el grado de cabo 2.º. |
| López, Juana                           | 2.º Regimiento Movilizado Valparaíso | Nació en Valparaíso en 1845 y murió en Santiago en 1904. Se unió al ejército siguiendo a su esposo, Manuel Saavedra, quien se enroló junto con sus tres hijos. Después de perder a toda su familia, continuó en la guerra hasta la ocupación de Lima. Se batió en Antofagasta, Pisagua, San Francisco, Tacna, Chorrillos y Miraflores.                                                                            |
| Montenegro, Susana                     |                                      | Fue tomada prisionera en la batalla de Tarapacá y empalada con bayoneta. |
| Morales Galaz, Irene del Carmen        | Regimiento 3.º de Línea              | Nació en La Chimba en 1848. Apodada el Ángel de la Caridad, se reclutó disfrazada de hombre en 1879 y, al ser descubierta, fue asignada como cantinera. Llegó incluso a usar el fusil en las batallas, como en la toma de Pisagua, en Dolores, donde su desempeño fue reconocido por el general Manuel Baquedano; en Tacna, Arica, Chorrillos y Miraflores. Murió en Santiago en 1890.                            |
| Mujeres anónimas, una de ellas encinta | Regimiento 6.º de Línea "Chacabuco"  | En la batalla de La Concepción, «fueron muertas también dos mujeres de los soldados, de tanto coraje, que en lo más recio del combate, animaban á [sic] los suyos en alta voz que continuasen peleando». |
| Peña, Manuela                          |                                      | Mientras ella era cantinera, su hijo Nicolás Rojas, de 14 años, era tambor. |
| Poppe, Eloísa                          |                                      | |
| Ramírez Reyes, María Quiteria          | Regimiento 2.º de Línea "Maipo"      | Apodada María la Grande, nació en Illapel. Se enroló como la primera cantinera de su regimiento. Bajo las órdenes de Eleuterio Ramírez, participó en la batalla de Tarapacá, donde fue capturada y luego conducida a Arica junto al ejército peruano en retirada. Tras la batalla de Arica, recuperó su libertad y se reincorporó a su regimiento. Se batió en la batalla de Chorrillos. Murió en Ovalle en 1929. |
| Ramírez, Rosa                          | Regimiento 2.º de Línea "Maipo"      | Nació en Santiago en 1855 y fue costurera. Fue tomada prisionera en la batalla de Tarapacá, sometida a tortura, mutilada y ejecutada. |
| Rodríguez, Dolores                     | Regimiento Zapadores                 | Nació en Caleu. Se unió al ejército siguiendo a su esposo, Lorenzo Sánchez, quien se batió en Tarapacá. Al quedar viuda, empuñó el fusil y luchó hasta caer herida. Se le concedió el grado de sargento. |
| Rojas Jeria, María                     | Regimiento Atacama.                  | Se reclutó disfrazada de hombre bajo el nombre de Pedro Rojas Moya. |
| Silva, Matea                           | Regimiento Atacama                   | Murió en 1928. |
| Solar, Leonor                          | Regimiento 2.º de Línea "Maipo"      | Apodada la Leona, nació en Valparaíso en 1855 y fue costurera. Fue tomada prisionera en la batalla de Tarapacá, sometida a tortura, mutilada y ejecutada. |
| Soto, Juana                            | Regimiento 6.º de Línea "Chacabuco"  | |
| Valenzuela Goyenechea, Filomena        | Regimiento Atacama                   | Nació en Copiapó en 1848. Apodada la Madrecita, se unió al ejército siguiendo a su esposo, el director de la banda del Regimiento Atacama. Participó en la toma de Pisagua y en las batallas de Dolores, Los Ángeles, donde obtuvo el grado de subteniente; Tacna y Miraflores. Al término de la guerra, se radicó en Iquique, donde murió en 1924.                                                               |
| Vilches, Carmen                        | Regimiento Atacama                   | Participó en la batalla de Los Ángeles. |

Después de la guerra, al igual que sus colegas masculinos, elevaron solicitudes de montepío por los servicios prestados al país; las más destacadas se retiraron del ejército con el grado militar y sueldo de sargento. Para el siglo XX, las cantineras habían desaparecido de los ejércitos de Chile y del mundo.

### Reconocimiento
En 1910 se les rindió un homenaje masivo y a las más destacadas se les gratificó económicamente. En 2022 la ley 21466 declaró oficialmente el 27 de noviembre —fecha de la batalla de Tarapacá— como «Día Nacional de las Cantineras», que se ha conmemorado en Chile desde entonces.